# Luo Nan
Dans ce nom chinois, le nom de famille, Luo, précède le nom personnel.
Luo Nan (née le 3 novembre 1984 à Anshan) est une nageuse chinoise.

## Biographie
En 2007, elle est médaillée de bronze aux championnats du monde de Melbourne dans l'épreuve relais 4 x 100 m quatre nages et termine aussi 5e du 200 m brasse.
Elle participe aux Jeux olympiques d'été de 2008 à Pékin.

## Palmarès

### Jeux olympiques
- Jeux olympiques de 2008 à Pékin : 
  - 26e des séries du 200 m brasse

### Championnats du monde

#### Grand bassin
- Championnats du monde 2007 à Melbourne :
  -  Médaille de bronze dans le relais 4 x 100 m quatre nages

#### Petit bassin
- Championnats du monde 2006 à Shanghai : 
  -  Médaille de bronze au 200 m brasse
  -  Médaille de bronze dans le relais 4 x 100 m nage libre

### Jeux asiatiques
- Jeux asiatiques de 2006 à Doha :
  -  Médaille d'or dans le relais 4 x 100 m nage libre
  -  Médaille d'argent au 200 m brasse